# Thermothérapie (cancérologie)
Pour le traitement par la chaleur ou le froid, voir Thermothérapie.

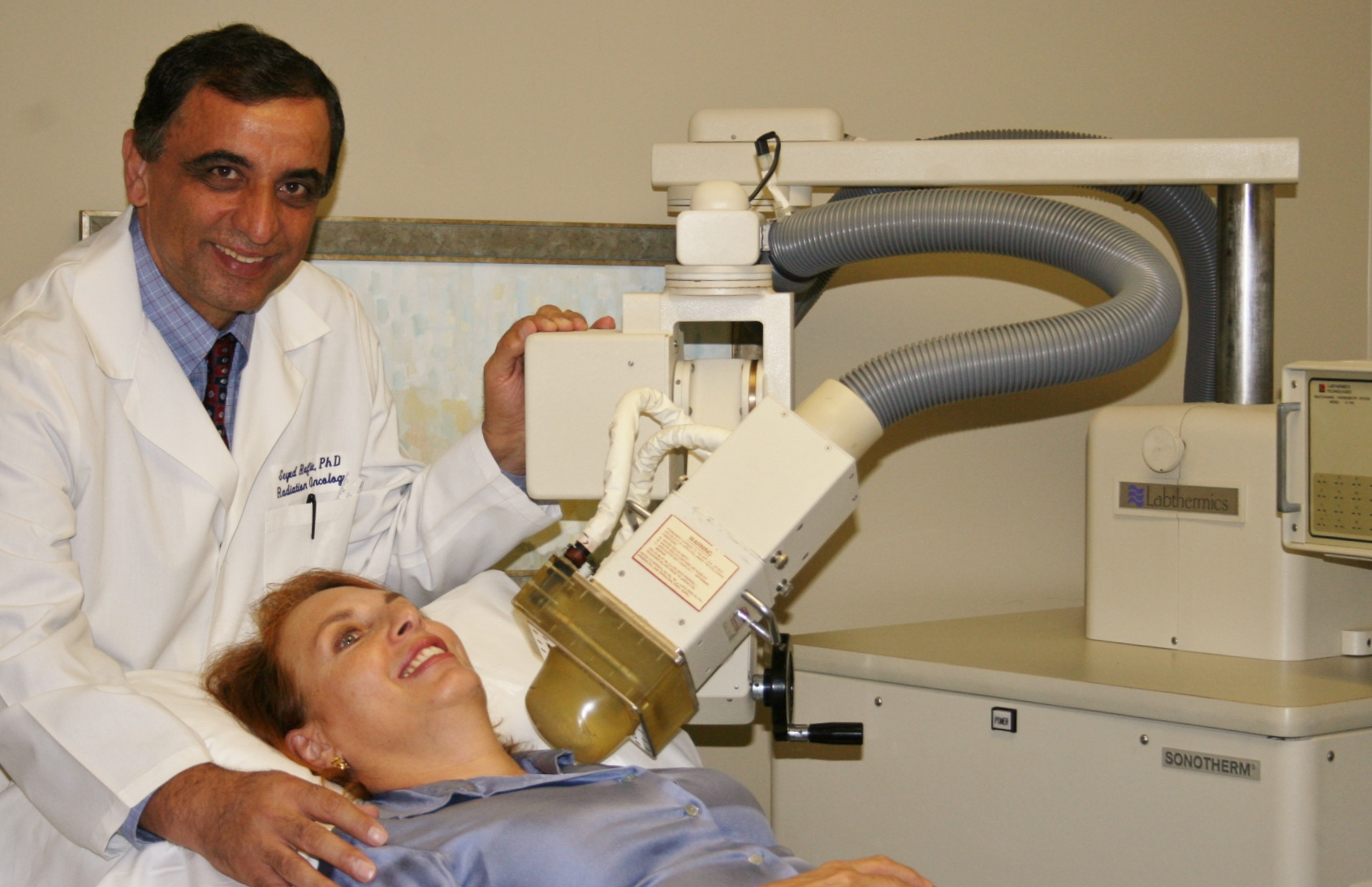
Appareil de thermothérapie par ultrasons focalisés.

La thermothérapie, thérapie par hyperthermie ou thermoablation, est une technique médicale qui consiste à employer l'hyperthermie à des fins thérapeutiques dans le traitement du cancer. Elle est en général prescrite en complément de radiothérapie ou de chimiothérapie dont elle potentialise les effets,.
La thermoablation est également indiquée pour le traitement des nodules thyroïdiens bénins.

## Utilisation
La technique est employée pour l'ablation de tumeurs par thermothérapie.
La thermothérapie, ou thérapie par hyperthermie induite localisée, peut être utilisée comme traitement pour détruire ou affaiblir les cellules tumorales cancéreuses, tout en limitant les effets sur les cellules saines. Les cellules tumorales, qui forment un réseau désorganisé et compact, dissipent mal la chaleur. L'hyperthermie permet ainsi de provoquer une apoptose des cellules cancéreuses soumises à une élévation de température, alors que les cellules saines parviennent à maintenir une température normale. Même si ces cellules cancéreuses ne meurent pas immédiatement, elles deviendront plus sensibles aux traitements par rayonnements ionisants ou à certaines chimiothérapies, qui pourront être appliquées en quantités plus faibles.

## Principe
L'hyperthermie interstitielle permet d'induire une nécrose de coagulation et/ou une apoptose en élevant la température des tissus au-delà du seuil létal. L’idée est d’effectuer un dépôt d’énergie dans un petit volume situé à l’intérieur d’un organe, afin de produire une élévation de température suffisante pour détruire les cellules.
De nombreuses sources d’énergie destinées au traitement par hyperthermie localisée ont été développées lors des deux dernières décennies.

## Dispositifs

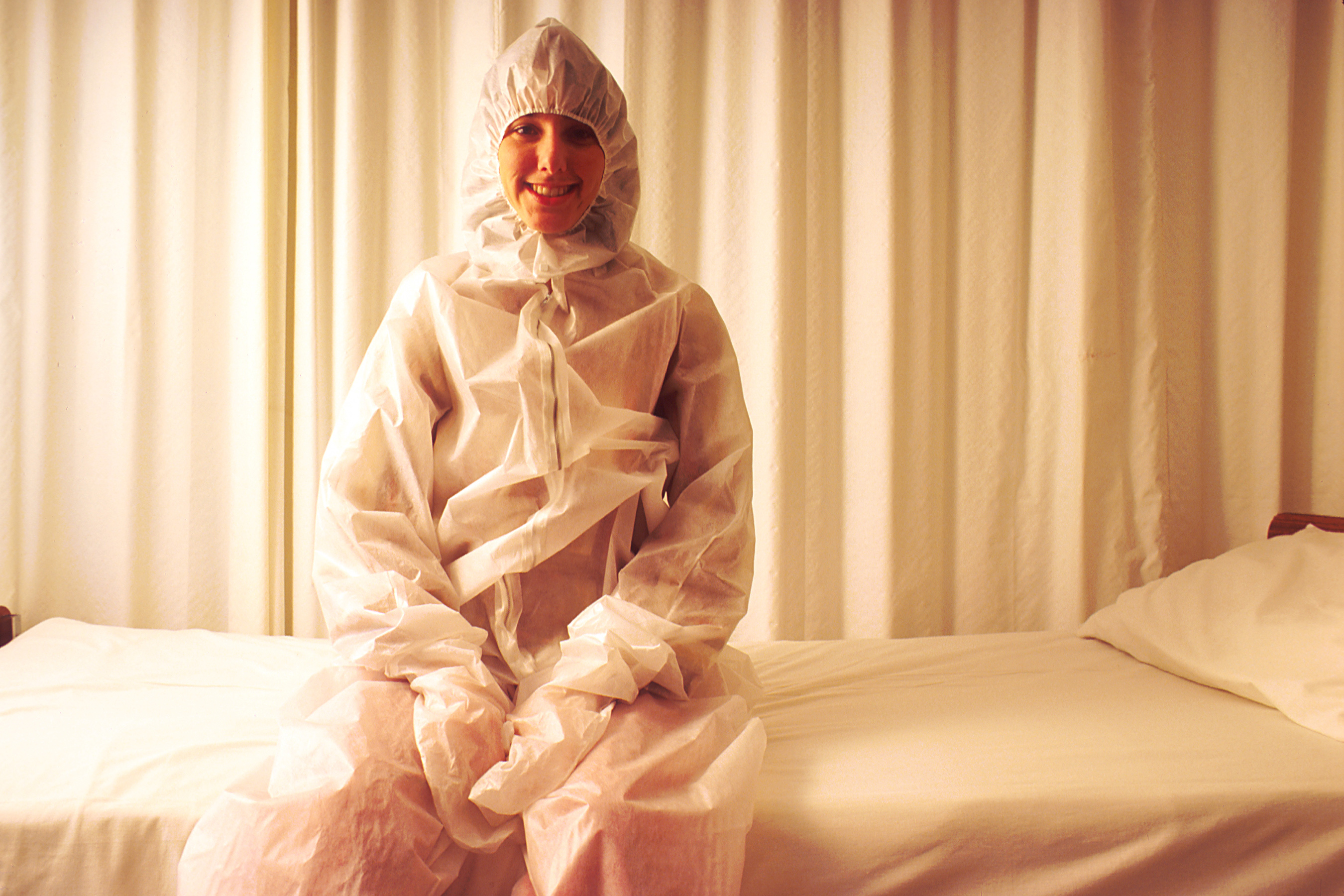
Préparation pour une thermothérapie.

On distingue plusieurs types de dispositifs :
- les dispositifs mini-invasifs qui requièrent l’insertion au sein de la tumeur d’un applicateur, notamment : les micro-ondes, les radiofréquences (RF) (tumeurs de foie, poumon, rein), et les lasers (foie, rein et cerveau).
- les dispositifs non invasifs pour lesquels la source d’énergie est placée à l’extérieur du corps : les ultrasons focalisés (Focused Ultra-Sound : FUS) (tumeurs de prostate, sein, utérus).
- L'hyperthermie magnétique requiert l'injection de nanoparticules magnétiques au sein de la tumeur et l'application d'un champ magnétique alternatif externe.

## Efficacité
En général, le traitement par thermothérapie est efficace pour certains cancers en combinaison avec d'autres méthodes de traitements comme la radiothérapie ou la chimiothérapie. Notamment, dans le traitement du cancer de la vessie, elle facilite l'accès à la tumeur pour le traitement et est plus efficace que le traitement seul. 
D'autres tumeurs ne répondent pas à ce traitement, la thermothérapie ne semble par exemple pas augmenter les chances de survie dans les cancers ovariens avancés ou dans les cancers colorectaux.